# Final da Copa Libertadores da América de 2000
A final da Copa Libertadores da América de 2000, foi 41ª final da Copa Libertadores da América, torneio continental organizado anualmente pela CONMEBOL. A decisão, em duas partidas, foi entre o Palmeiras, do Brasil, e o Boca Juniors, da Argentina.
O jogo de ida em La Bombonera, Buenos Aires terminou empatado em 2 - 2, com dois gols de Rodolfo Arruabarrena, para o Boca Juniors, e de Pena e Euller para o Palmeiras.
Já a partida de volta, terminou também empatada, só que desta vez, sem gols. A decisão foi para a disputa de pênaltis, onde o Boca se deu melhor: aproveitando quatro cobranças, e com o goleiro Óscar Córdoba defendendo as cobranças dos palmeirenses Asprilla e Roque Júnior.
O Boca Juniors vinha de um jejum de vinte e dois anos sem conquistar o título continental: sua última taça havia sido em 1978. Já o Palmeiras tentava o bicampeonato, tendo conquistado seu primeiro título no ano anterior, sobre o Deportivo Cali.
Outro ponto bastante relembrado são os erros de arbitragem, principalmente na partida de volta, em São Paulo. Os Palmeiras não teve dois pênaltis marcados ao seu favor, e o Boca teve um gol legal anulado por impedimento, irritando ambas as equipes.
Os dois clubes voltariam a se enfrentar na edição seguinte, desta vez na semifinal, em partidas também marcadas por erros de arbitragem, onde, novamente, o Boca levaria a melhor e vencesse nos pênaltis.
Com o título, o time portenho se sagrou tricampeão da competição, e ganhou o direito de disputar a Copa Intercontinental de 2000, contra o Real Madrid, vencedor da Liga dos Campeões da UEFA de 1999-00.

## Caminho até a final
O Palmeiras se classificou por meio do título de 1999, caindo no grupo 7, com o também brasileiro Juventude, o equatoriano El Nacional e o boliviano The Strongest. Já o Boca Juniors conquistou a vaga por meio do título do Campeonato Argentino apertura de 1998, e clausura de 1999. Seu grupo era o 2 e enfrentou o uruguaio Peñarol, o boliviano Blooming e Universidad Católica, do Chile. Ambas as equipes passaram em primeiro lugar nos seus respectivos grupos.
Já no mata-mata, o time paulista passou pelo Peñarol, nos pênaltis, pelo Atlas do México, e pelo arquirrival Corinthians (também nos pênaltis). O time argentino enfrentou o El Nacional, passou pelo seu maior rival, o River Plate, e o América do México.
| Palmeiras     | Palmeiras | Palmeiras | Palmeiras | Palmeiras | Palmeiras | Palmeiras | Palmeiras | Palmeiras |
| Equipe        | Pts       | J         | V         | E         | D         | GP        | GC        | SG        |
| ------------- | --------- | --------- | --------- | --------- | --------- | --------- | --------- | --------- |
| Palmeiras     | 10        | 6         | 3         | 1         | 2         | 16        | 10        | +6        |
| El Nacional   | 10        | 6         | 3         | 1         | 2         | 10        | 7         | +3        |
| Juventude     | 7         | 6         | 2         | 1         | 3         | 8         | 12        | -4        |
| The Strongest | 7         | 6         | 2         | 1         | 3         | 10        | 15        | -5        |

| Boca Juniors         | Boca Juniors | Boca Juniors | Boca Juniors | Boca Juniors | Boca Juniors | Boca Juniors | Boca Juniors | Boca Juniors |
| Equipe               | Pts          | J            | V            | E            | D            | GP           | GC           | SG           |
| -------------------- | ------------ | ------------ | ------------ | ------------ | ------------ | ------------ | ------------ | ------------ |
| Boca Juniors         | 13           | 6            | 4            | 1            | 1            | 14           | 5            | +9           |
| Peñarol              | 9            | 6            | 2            | 3            | 1            | 12           | 9            | +3           |
| Blooming             | 7            | 6            | 2            | 1            | 3            | 9            | 17           | -8           |
| Universidad Católica | 4            | 6            | 1            | 1            | 4            | 10           | 14           | -4           |

| Palmeiras     | Palmeiras | Palmeiras | Palmeiras | Palmeiras | Palmeiras | Palmeiras | Palmeiras | Palmeiras |
| Equipe        | Pts       | J         | V         | E         | D         | GP        | GC        | SG        |
| ------------- | --------- | --------- | --------- | --------- | --------- | --------- | --------- | --------- |
| Palmeiras     | 10        | 6         | 3         | 1         | 2         | 16        | 10        | +6        |
| El Nacional   | 10        | 6         | 3         | 1         | 2         | 10        | 7         | +3        |
| Juventude     | 7         | 6         | 2         | 1         | 3         | 8         | 12        | -4        |
| The Strongest | 7         | 6         | 2         | 1         | 3         | 10        | 15        | -5        |

| Boca Juniors         | Boca Juniors | Boca Juniors | Boca Juniors | Boca Juniors | Boca Juniors | Boca Juniors | Boca Juniors | Boca Juniors |
| Equipe               | Pts          | J            | V            | E            | D            | GP           | GC           | SG           |
| -------------------- | ------------ | ------------ | ------------ | ------------ | ------------ | ------------ | ------------ | ------------ |
| Boca Juniors         | 13           | 6            | 4            | 1            | 1            | 14           | 5            | +9           |
| Peñarol              | 9            | 6            | 2            | 3            | 1            | 12           | 9            | +3           |
| Blooming             | 7            | 6            | 2            | 1            | 3            | 9            | 17           | -8           |
| Universidad Católica | 4            | 6            | 1            | 1            | 4            | 10           | 14           | -4           |

| Adversário  | Local | Placar        |
| ----------- | ----- | ------------- |
| Peñarol     | Fora  | 2 - 0         |
| Peñarol     | Casa  | 3 (3) - (2) 1 |
| Atlas       | Casa  | 2 - 0         |
| Atlas       | Fora  | 3 - 2         |
| Corinthians | Fora  | 4 - 3         |
| Corinthians | Casa  | 3 (5) - (4) 2 |

| Adversário  | Local | Placar |
| ----------- | ----- | ------ |
| El Nacional | Fora  | 0 - 0  |
| El Nacional | Casa  | 5 - 3  |
| River Plate | Fora  | 2 - 1  |
| River Plate | Casa  | 3 - 0  |
| América     | Fora  | 4 - 1  |
| América     | Casa  | 1 - 3  |

| Adversário  | Local | Placar        |
| ----------- | ----- | ------------- |
| Peñarol     | Fora  | 2 - 0         |
| Peñarol     | Casa  | 3 (3) - (2) 1 |
| Atlas       | Casa  | 2 - 0         |
| Atlas       | Fora  | 3 - 2         |
| Corinthians | Fora  | 4 - 3         |
| Corinthians | Casa  | 3 (5) - (4) 2 |

| Adversário  | Local | Placar |
| ----------- | ----- | ------ |
| El Nacional | Fora  | 0 - 0  |
| El Nacional | Casa  | 5 - 3  |
| River Plate | Fora  | 2 - 1  |
| River Plate | Casa  | 3 - 0  |
| América     | Fora  | 4 - 1  |
| América     | Casa  | 1 - 3  |

| 14 de junho   | Boca Juniors          | 2 – 2 | Palmeiras             | La Bombonera, Buenos Aires                  |
| 21:45 (UTC-3) | Arruabarrena 21', 61' |       | Pena 42' · Euller 72' | Público: 50 580 Árbitro: URU Gustavo Méndez |

| Boca Juniors | Palmeiras |

| BOCA JUNIORS:  |  |    |  |                     |     |     |
| GO             |  | 1  |  | Córdoba             |     |     |
| LD             |  | 4  |  | Hugo Ibarra         |     |     |
| ZA             |  | 2  |  | Jorge Bermúdez      |     |     |
| ZA             |  | 6  |  | Walter Samuel       |     |     |
| LE             |  | 3  |  | Arruabarrena        |     |     |
| MC             |  | 22 |  | Sebastián Battaglia |     |     |
| MC             |  | 13 |  | Cristian Traverso   |     | 71' |
| MC             |  | 17 |  | Gustavo Scheloto    | 78' |     |
| MC             |  | 10 |  | Riquelme            |     | 60' |
| AT             |  | 21 |  | Christian Giménez   | 46' | 8'  |
| AT             |  | 20 |  | Antonio Barijho     | 46' |     |
| Reservas:      |  |    |  |                     |     |     |
| GK             |  | 12 |  | Abbondanzieri       |     |     |
| ZA             |  | 14 |  | Nicolás Burdisso    |     |     |
| ZA             |  | 15 |  | Aníbal Matellán     |     |     |
| MC             |  | 18 |  | José Basualdo       |     |     |
| MC             |  | 19 |  | César La Paglia     | 78' |     |
| AT             |  | 7  |  | Guillermo Scheloto  | 46' | 90' |
| AT             |  | 9  |  | Martín Palermo      | 46' |     |
| Treinador:     |  |    |  |                     |     |     |
| Carlos Bianchi |  |    |  |                     |     |     |

| PALMEIRAS:          |  |    |  |               |     |
| GO                  |  | 1  |  | Marcos        |     |
| LD                  |  | 13 |  | Neném         | 64' |
| ZA                  |  | 5  |  | Roque Júnior  | 5'  |
| ZA                  |  | 3  |  | Argel         | 60' |
| LE                  |  | 16 |  | Júnior        |     |
| MC                  |  | 6  |  | Rogério       |     |
| MC                  |  | 25 |  | Galeano       |     |
| MC                  |  | 8  |  | César Sampaio |     |
| MC                  |  | 10 |  | Alex          | 90' |
| AT                  |  | 17 |  | Pena          | 72' |
| AT                  |  | 7  |  | Euller        | 86' |
| Reservas:           |  |    |  |               |     |
| GK                  |  | 12 |  | Sérgio        |     |
| ZA                  |  | 4  |  | Agnaldo Liz   |     |
| ZA                  |  | 15 |  | Tiago Silva   | 90' |
| MC                  |  | 19 |  | Fernando      |     |
| AT                  |  | 2  |  | Luiz Cláudio  |     |
| AT                  |  | 18 |  | Marcelo Ramos | 72' |
| AT                  |  | 9  |  | Asprilla      | 86' |
| Treinador:          |  |    |  |               |     |
| Luiz Felipe Scolari |  |    |  |               |     |

| BOCA JUNIORS:  |  |    |  |                     |     |     |
| GO             |  | 1  |  | Córdoba             |     |     |
| LD             |  | 4  |  | Hugo Ibarra         |     |     |
| ZA             |  | 2  |  | Jorge Bermúdez      |     |     |
| ZA             |  | 6  |  | Walter Samuel       |     |     |
| LE             |  | 3  |  | Arruabarrena        |     |     |
| MC             |  | 22 |  | Sebastián Battaglia |     |     |
| MC             |  | 13 |  | Cristian Traverso   |     | 71' |
| MC             |  | 17 |  | Gustavo Scheloto    | 78' |     |
| MC             |  | 10 |  | Riquelme            |     | 60' |
| AT             |  | 21 |  | Christian Giménez   | 46' | 8'  |
| AT             |  | 20 |  | Antonio Barijho     | 46' |     |
| Reservas:      |  |    |  |                     |     |     |
| GK             |  | 12 |  | Abbondanzieri       |     |     |
| ZA             |  | 14 |  | Nicolás Burdisso    |     |     |
| ZA             |  | 15 |  | Aníbal Matellán     |     |     |
| MC             |  | 18 |  | José Basualdo       |     |     |
| MC             |  | 19 |  | César La Paglia     | 78' |     |
| AT             |  | 7  |  | Guillermo Scheloto  | 46' | 90' |
| AT             |  | 9  |  | Martín Palermo      | 46' |     |
| Treinador:     |  |    |  |                     |     |     |
| Carlos Bianchi |  |    |  |                     |     |     |

| PALMEIRAS:          |  |    |  |               |     |
| GO                  |  | 1  |  | Marcos        |     |
| LD                  |  | 13 |  | Neném         | 64' |
| ZA                  |  | 5  |  | Roque Júnior  | 5'  |
| ZA                  |  | 3  |  | Argel         | 60' |
| LE                  |  | 16 |  | Júnior        |     |
| MC                  |  | 6  |  | Rogério       |     |
| MC                  |  | 25 |  | Galeano       |     |
| MC                  |  | 8  |  | César Sampaio |     |
| MC                  |  | 10 |  | Alex          | 90' |
| AT                  |  | 17 |  | Pena          | 72' |
| AT                  |  | 7  |  | Euller        | 86' |
| Reservas:           |  |    |  |               |     |
| GK                  |  | 12 |  | Sérgio        |     |
| ZA                  |  | 4  |  | Agnaldo Liz   |     |
| ZA                  |  | 15 |  | Tiago Silva   | 90' |
| MC                  |  | 19 |  | Fernando      |     |
| AT                  |  | 2  |  | Luiz Cláudio  |     |
| AT                  |  | 18 |  | Marcelo Ramos | 72' |
| AT                  |  | 9  |  | Asprilla      | 86' |
| Treinador:          |  |    |  |               |     |
| Luiz Felipe Scolari |  |    |  |               |     |

| 21 de junho   | Palmeiras | 0 – 0 (pro) | Boca Juniors | Estádio do Morumbi, São Paulo                  |
| 21:45 (UTC-3) |           |             |              | Público: 75 000 Árbitro: PAR Epifanio González |

|                                    |       | Penalidades                                  |  |
| Alex Asprilla Roque Júnior Rogério | 2 - 4 | Guillermo Schelotto Riquelme Palermo Bemúdez |  |

| Palmeiras | Boca Juniors |

| PALMEIRAS:          |  |    |  |               |     |     |
| GO                  |  | 1  |  | Marcos        |     |     |
| LD                  |  | 6  |  | Rogério       |     |     |
| ZA                  |  | 5  |  | Roque Júnior  |     |     |
| ZA                  |  | 3  |  | Argel         |     | 77' |
| LE                  |  | 16 |  | Júnior        |     |     |
| MC                  |  | 25 |  | Galeano       |     |     |
| MC                  |  | 8  |  | César Sampaio |     | 54' |
| MC                  |  | 10 |  | Alex          |     |     |
| AT                  |  | 17 |  | Pena          | 61' |     |
| AT                  |  | 7  |  | Euller        |     |     |
| AT                  |  | 18 |  | Marcelo Ramos | 36' |     |
| Reservas:           |  |    |  |               |     |     |
| GK                  |  | 12 |  | Sérgio        |     |     |
| ZA                  |  | 13 |  | Neném         |     |     |
| ZA                  |  | 4  |  | Agnaldo Liz   |     |     |
| ZA                  |  | 15 |  | Tiago Silva   |     |     |
| MC                  |  | 19 |  | Fernando      |     |     |
| AT                  |  | 9  |  | Asprilla      | 36' |     |
| AT                  |  | 11 |  | Basílio       | 61' |     |
| Treinador:          |  |    |  |               |     |     |
| Luiz Felipe Scolari |  |    |  |               |     |     |

| BOCA JUNIORS:  |  |    |  |                     |  |     |
| GO             |  | 1  |  | Córdoba             |  |     |
| LD             |  | 4  |  | Hugo Ibarra         |  |     |
| ZA             |  | 2  |  | Jorge Bermúdez      |  | 76' |
| ZA             |  | 6  |  | Walter Samuel       |  |     |
| LE             |  | 3  |  | Arruabarrena        |  |     |
| MC             |  | 22 |  | Sebastián Battaglia |  |     |
| MC             |  | 13 |  | Cristian Traverso   |  |     |
| MC             |  | 18 |  | José Basualdo       |  |     |
| MC             |  | 10 |  | Riquelme            |  |     |
| AT             |  | 7  |  | Guillermo Scheloto  |  | 65' |
| AT             |  | 9  |  | Martín Palermo      |  |     |
| Reservas:      |  |    |  |                     |  |     |
| GK             |  | 12 |  | Abbondanzieri       |  |     |
| ZA             |  | 14 |  | Nicolás Burdisso    |  |     |
| ZA             |  | 15 |  | Aníbal Matellán     |  |     |
| MC             |  | 17 |  | Gustavo Scheloto    |  |     |
| MC             |  | 19 |  | César La Paglia     |  |     |
| AT             |  | 21 |  | Christian Giménez   |  |     |
| AT             |  | 20 |  | Antonio Barijho     |  |     |
| Treinador:     |  |    |  |                     |  |     |
| Carlos Bianchi |  |    |  |                     |  |     |

| PALMEIRAS:          |  |    |  |               |     |     |
| GO                  |  | 1  |  | Marcos        |     |     |
| LD                  |  | 6  |  | Rogério       |     |     |
| ZA                  |  | 5  |  | Roque Júnior  |     |     |
| ZA                  |  | 3  |  | Argel         |     | 77' |
| LE                  |  | 16 |  | Júnior        |     |     |
| MC                  |  | 25 |  | Galeano       |     |     |
| MC                  |  | 8  |  | César Sampaio |     | 54' |
| MC                  |  | 10 |  | Alex          |     |     |
| AT                  |  | 17 |  | Pena          | 61' |     |
| AT                  |  | 7  |  | Euller        |     |     |
| AT                  |  | 18 |  | Marcelo Ramos | 36' |     |
| Reservas:           |  |    |  |               |     |     |
| GK                  |  | 12 |  | Sérgio        |     |     |
| ZA                  |  | 13 |  | Neném         |     |     |
| ZA                  |  | 4  |  | Agnaldo Liz   |     |     |
| ZA                  |  | 15 |  | Tiago Silva   |     |     |
| MC                  |  | 19 |  | Fernando      |     |     |
| AT                  |  | 9  |  | Asprilla      | 36' |     |
| AT                  |  | 11 |  | Basílio       | 61' |     |
| Treinador:          |  |    |  |               |     |     |
| Luiz Felipe Scolari |  |    |  |               |     |     |

| BOCA JUNIORS:  |  |    |  |                     |  |     |
| GO             |  | 1  |  | Córdoba             |  |     |
| LD             |  | 4  |  | Hugo Ibarra         |  |     |
| ZA             |  | 2  |  | Jorge Bermúdez      |  | 76' |
| ZA             |  | 6  |  | Walter Samuel       |  |     |
| LE             |  | 3  |  | Arruabarrena        |  |     |
| MC             |  | 22 |  | Sebastián Battaglia |  |     |
| MC             |  | 13 |  | Cristian Traverso   |  |     |
| MC             |  | 18 |  | José Basualdo       |  |     |
| MC             |  | 10 |  | Riquelme            |  |     |
| AT             |  | 7  |  | Guillermo Scheloto  |  | 65' |
| AT             |  | 9  |  | Martín Palermo      |  |     |
| Reservas:      |  |    |  |                     |  |     |
| GK             |  | 12 |  | Abbondanzieri       |  |     |
| ZA             |  | 14 |  | Nicolás Burdisso    |  |     |
| ZA             |  | 15 |  | Aníbal Matellán     |  |     |
| MC             |  | 17 |  | Gustavo Scheloto    |  |     |
| MC             |  | 19 |  | César La Paglia     |  |     |
| AT             |  | 21 |  | Christian Giménez   |  |     |
| AT             |  | 20 |  | Antonio Barijho     |  |     |
| Treinador:     |  |    |  |                     |  |     |
| Carlos Bianchi |  |    |  |                     |  |     |

## Premiação
| Copa Libertadores da América de 2000 |
| ------------------------------------ |
| BOCA JUNIORS Campeão (3º título)     |